# 운남고등학교
운남고등학교(雲南高等學校)는 대한민국 광주광역시 광산구 운남동에 위치한 공립 고등학교이다.

## 학교 연혁
- 2003년 2월 28일 : 운남고등학교 설립인가
- 2003년 3월 1일 : 이종현 초대 교장 부임
- 2003년 3월 3일 : 1학년 346명 입학
- 2006년 2월 10일 : 제1회 337명 졸업
- 2024년 3월 1일 : 강승구 교장 부임
- 2025년 1월 24일 : 제20회 졸업생 309명 졸업(총 6,974명)
- 2025년 3월 4일 : 제23회 신입생 297명 입학

## 참고 자료
- 운남고등학교 - 한국교육학술정보원 학교알리미